# Alexander Nübel
Alexander Nübel (Paderborn, 1996. szeptember 30.) német utánpótlás válogatott labdarúgó, aki jelenleg a Bayern München kapusa, de kölcsönben az AS Monaconál szerepel.

## Pályafutása

### Paderborn
Nübel Paderbornban született. 2005 és 2014 között a SC Paderborn 07 akadémiáján nevelkedett. Az első csapatban nem játszott, a 2014-15-ös szezonban huszonhat mérkőzésen védte a második csapat hálóját.

### Schalke 04
2015 nyarán igazolt a Schalke 04 csapatába, huszonnégyszer védett a Schalke 04 II csapatába.
2016. május 14-én TSG Hoffenheim elleni bajnoki mérkőzés 90.percében Ralf Fährmann cseréjeként mutatkozott be a német első osztályban a felnőttek között, melyet végül 4–1-re a Schalke nyert meg.
2017. július 21-én hazai pályán kezdőként mutatkozott be a Bajnokok Ligájában az Internazionale ellen, mely végül 1–1-re végződött.
2017. szeptember 25-én 2020-ig meghosszabbította meg a szerződését.
2018. október 31-én a Köln otthonában kezdőként mutatkozott be a Német kupában, melyet büntetőkkel a Schalke nyert meg.
2019. február 2-án piros lapot kapott a Borussia Mönchengladbach elleni bajnokin, majd kétmérkőzéses eltiltást kapott. Eltiltását kivéve a 2018–19-es szezon minden bajnokiján ő védte a Schalke kapuját.
2019. augusztus 6-án ő lett a csapat kapitánya. 2019. december 22-én hivatalosan is elismerte, hogy az idény végén lejáró szerződését nem hosszabbítja meg. A 2019–2020-as bajnokság őszi idényében 15 bajnokin védett, ezeken a találkozókon 18 gólt kapott. 2020. január 4-én a Schalke hivatalos honlapján jelentette be, hogy a 2020-2021-es idény kezdetétől a Bayern Münchenben folytatja pályafutását. Nübel ötéves szerződést írt alá a bajor klubbal.

### A válogatottban
Nübel 2017. szeptember 5-én az Európa-bajnokság selejtezőjében a Koszovói válogatott elleni mérkőzésen kezdőként mutatkozott be a Német U21-es válogatottban, melyet végül 1–0-ra meg is nyertek a németek. Bekerült a 2019-es U21-es labdarúgó-Európa-bajnokságra utazó keretbe.

## Statisztikái
Legutóbb frissítve: 2019. május 19-én.
| Klub           | Szezon         | Liga           | Liga            | Liga  | Nemzeti kupa    | Nemzeti kupa | Európai         | Európai | Összesen        | Összesen |
| Klub           | Szezon         | Bajnokság      | Pályára lépések | Gólok | Pályára lépések | Gólok        | Pályára lépések | Gólok   | Pályára lépések | Gólok    |
| -------------- | -------------- | -------------- | --------------- | ----- | --------------- | ------------ | --------------- | ------- | --------------- | -------- |
| Schalke 04     | 2015–16        | Bundesliga     | 1               | 0     | 0               | 0            | 0               | 0       | 1               | 0        |
| Schalke 04     | 2016–17        | Bundesliga     | 0               | 0     | 0               | 0            | 0               | 0       | 0               | 0        |
| Schalke 04     | 2017–18        | Bundesliga     | 1               | 0     | 0               | 0            | —               | —       | 1               | 0        |
| Schalke 04     | 2018–19        | Bundesliga     | 18              | 0     | 2               | 0            | 2               | 0       | 22              | 0        |
| Teljes karrier | Teljes karrier | Teljes karrier | 20              | 0     | 2               | 0            | 2               | 0       | 24              | 0        |

1. ↑  Pályára lépései a Bajnokok ligájában